# Schweicheln-Bermbeck
Schweicheln-Bermbeck is het meest oostelijk gelegen Ortsteil van de Duitse gemeente Hiddenhausen, deelstaat Noordrijn-Westfalen, en telt 4.799 inwoners (28 februari 2021).
Schweicheln-Bermbeck is qua oppervlakte en aantal inwoners het grootste Ortsteil van de gemeente. De plaats ligt halverwege Bünde (noordwaarts) en Herford (zuidwaarts); afstand tot beide steden ruim 5 kilometer. Aan de westrand van het gebied van Schweicheln-Bermbeck ligt de 165 meter hoge Schweichler Berg, de hoogste heuvel in de gemeente Hiddenhausen.
Het in 2006 na een periode van sluiting heropende station Hiddenhausen-Schweicheln is het enige spoorwegstation in de gemeente Hiddenhausen.
Voor gegevens over de economie en de geschiedenis van het gebied, zie Hiddenhausen.

## Afbeeldingen

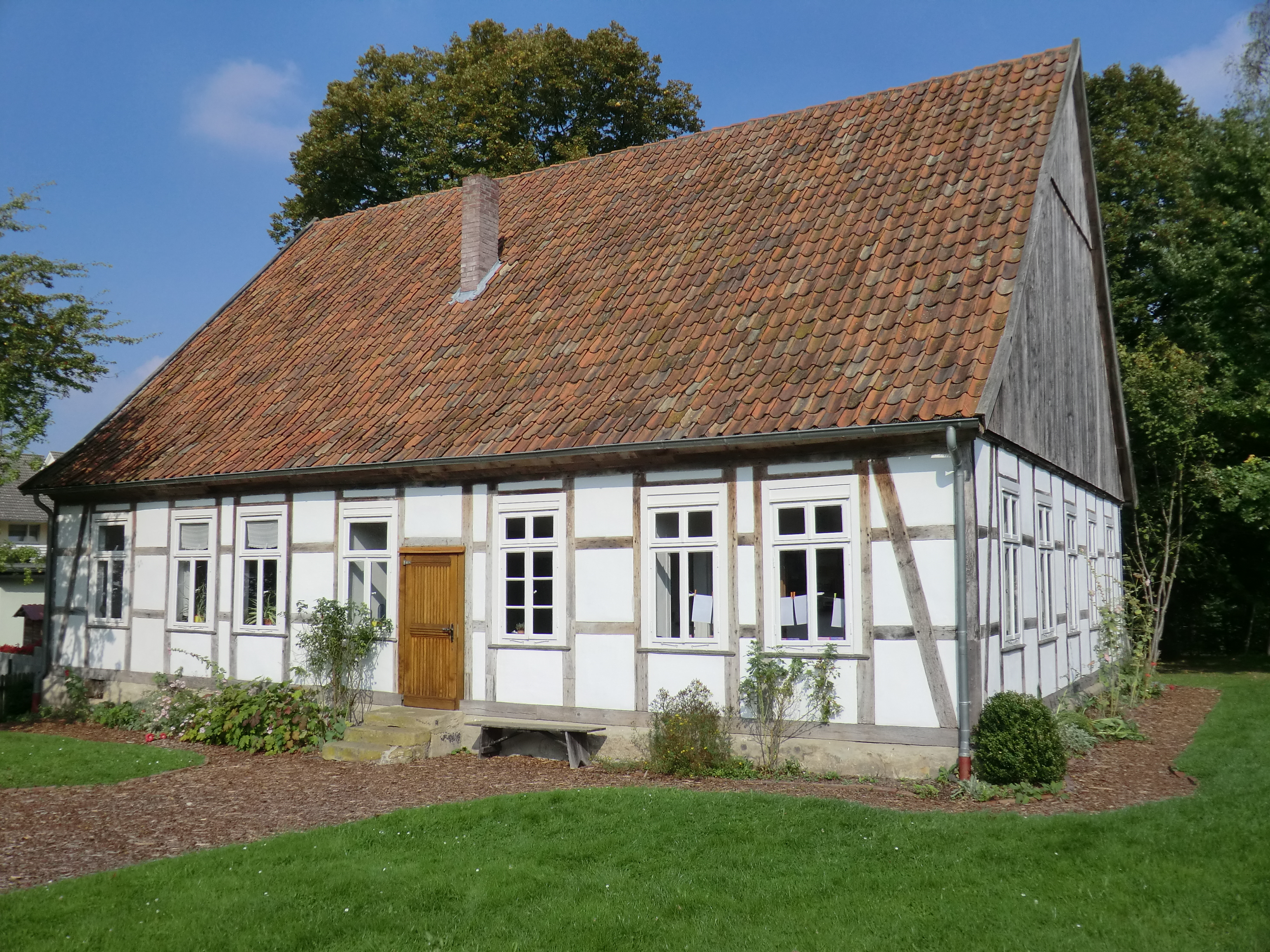
Oud schooltje uit 1847, dorpsmuseum Schweicheln-Bermbeck
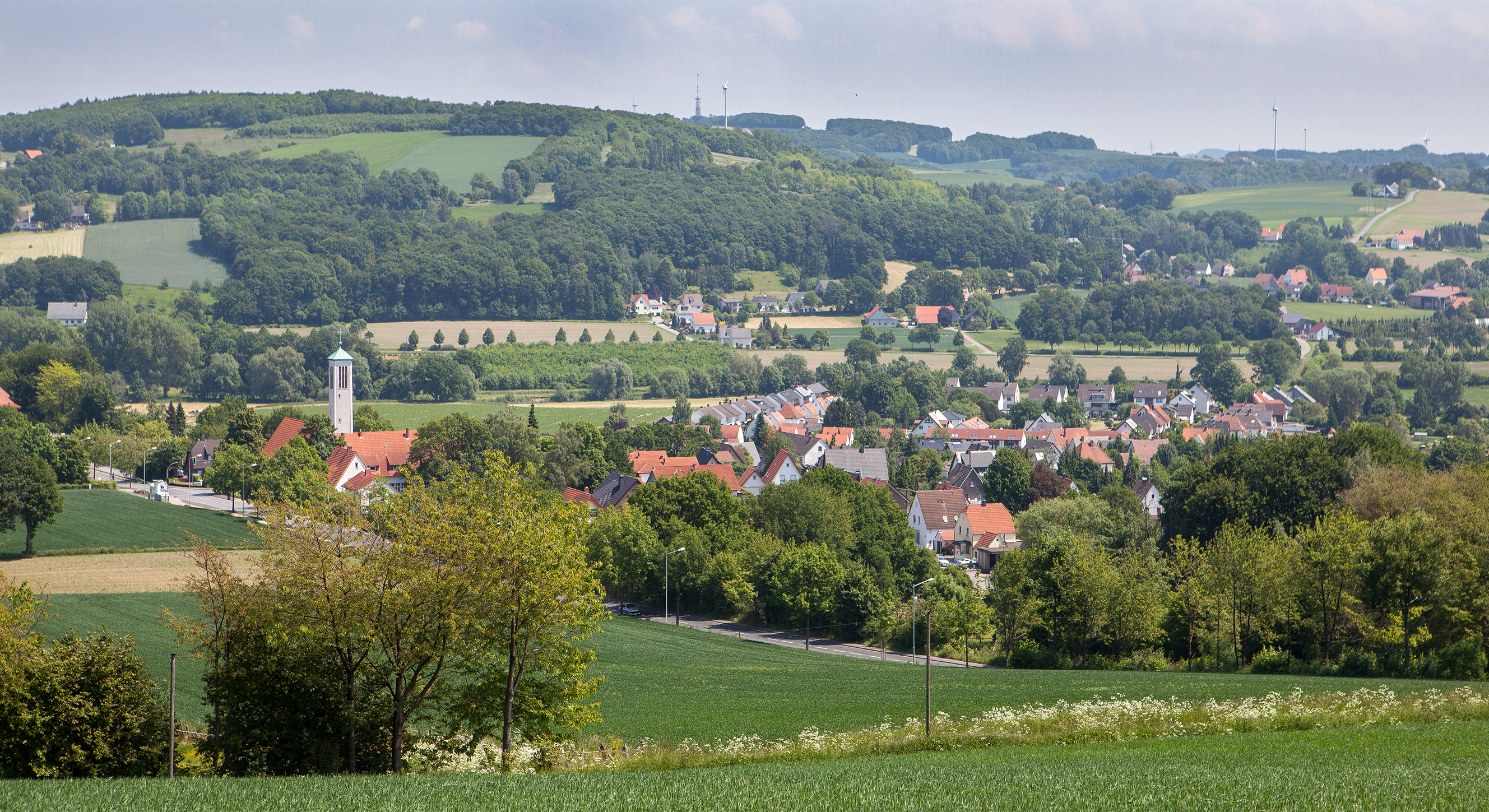
Uitzicht op Schweicheln-Bermbeck vanaf de heuvel Schweichler Berg
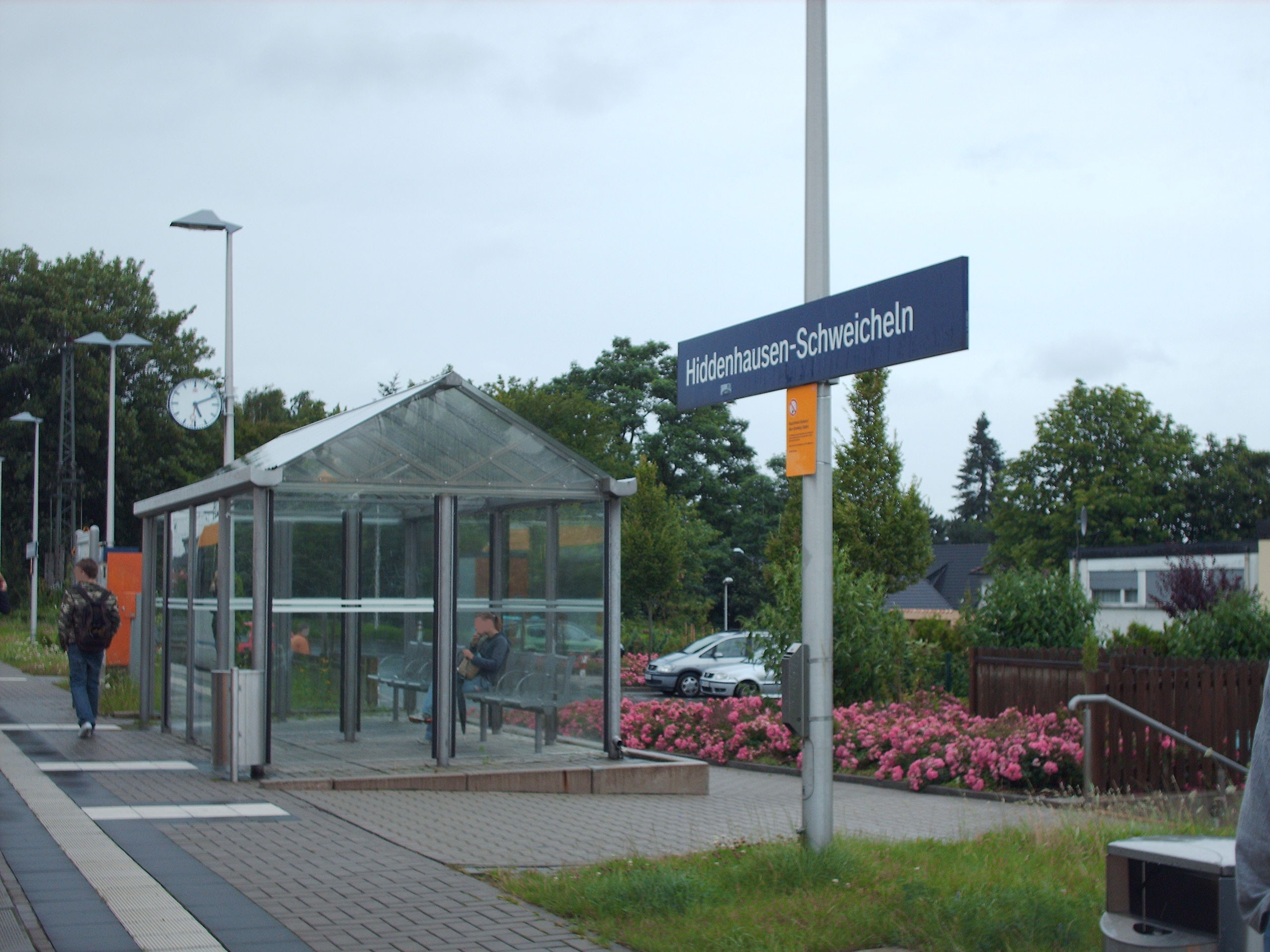
Station Hiddenhausen-Schweicheln

## Geboren in Schweicheln-Bermbeck
- Eduard Büchsel, geboren te Schweicheln (1917-1980), Duits organist